# Maison des Barrodeau
La maison des Barrodeau est une maison de ville du XIIIe siècle située à Châtillon-sur-Seine dans le département français de la Côte-d'Or.

## Localisation
L’édifice se trouve à Châtillon-sur-Seine (Côte-d'Or) à l'angle des rues du Bourg-au-Mont et des Cordeliers.

## Histoire

### Moyen Âge
L'édifice est construit au XIIIe siècle pour héberger la suite des ducs de Bourgogne lorsque ceux-ci résident au château ducal.

### Temps modernes
Leur couvent étant détruit depuis l'année précédente sur ordre du baron de Thenissey, bailly de Châtillon, pour faire échec à l'avancée des troupes royales dans le quartier du Temple, la ville acquiert en 1595 la maison des Barrodeau pour y reloger les cordeliers qui occuperont également la maison des Mirebeau, située à l'arrière. Une chapelle y est aménagée et bénie par Charles de Pérusse des Cars, évêque de Langres, le 22 septembre 1596. Bien que leur couvent soit réhabilité dès 1645, il semble que les religieux ne quittent définitivement la maison des Barrodeau qu'en 1696.

### Laïcisation des lieux
Depuis cette date, les bâtiments sont reconvertis en logements privés.
L’édifice est inscrit aux Monuments historiques par arrêté du 21 novembre 1925.

## Description
Maison-forte médiévale à un étage et toits à longs pans qui présente des signes de remaniement du XVe siècle. 
Rares ouvertures étroites au rez-de-chaussée côtés rue. Sur rue la façade orientale présente en son centre une porte cochère récente et à l'étage cinq grandes fenêtres à meneau. Le pignon sud, sur rue également, est quasi aveugle. La façade ouest s'ouvre sur une cour intérieure et le pignon nord est accolé en mitoyenneté à l'immeuble voisin.